# Livre audio
Ne doit pas être confondu avec Livre sonore ou saga MP3.
Un livre audio est un enregistrement, un livre ou autre texte écrit, lu à haute voix et fourni sans l'écrit. Il peut aussi avoir recours au podcast et être issu d’un recours à la synthèse vocale, offrant ainsi une accessibilité accrue aux personnes malvoyantes ou dyslexiques.
Le rapport à la « lecture » se trouve modifié par le recours à l’ouïe, plutôt qu'à la vue, traditionnellement attachée à l’imprimé. Les progrès techniques (notamment en matière d'enregistrement et de restitution sonore), l’envie de nouveautés et de nombreuses autres qualités (gain de temps, de mobilité et d’encombrement physique de stockage, lecture en communauté, plaisir de l’écoute, rapport décomplexé au texte pour les apprenants...) contribuent à l’essor considérable du livre audio ces dernières années.

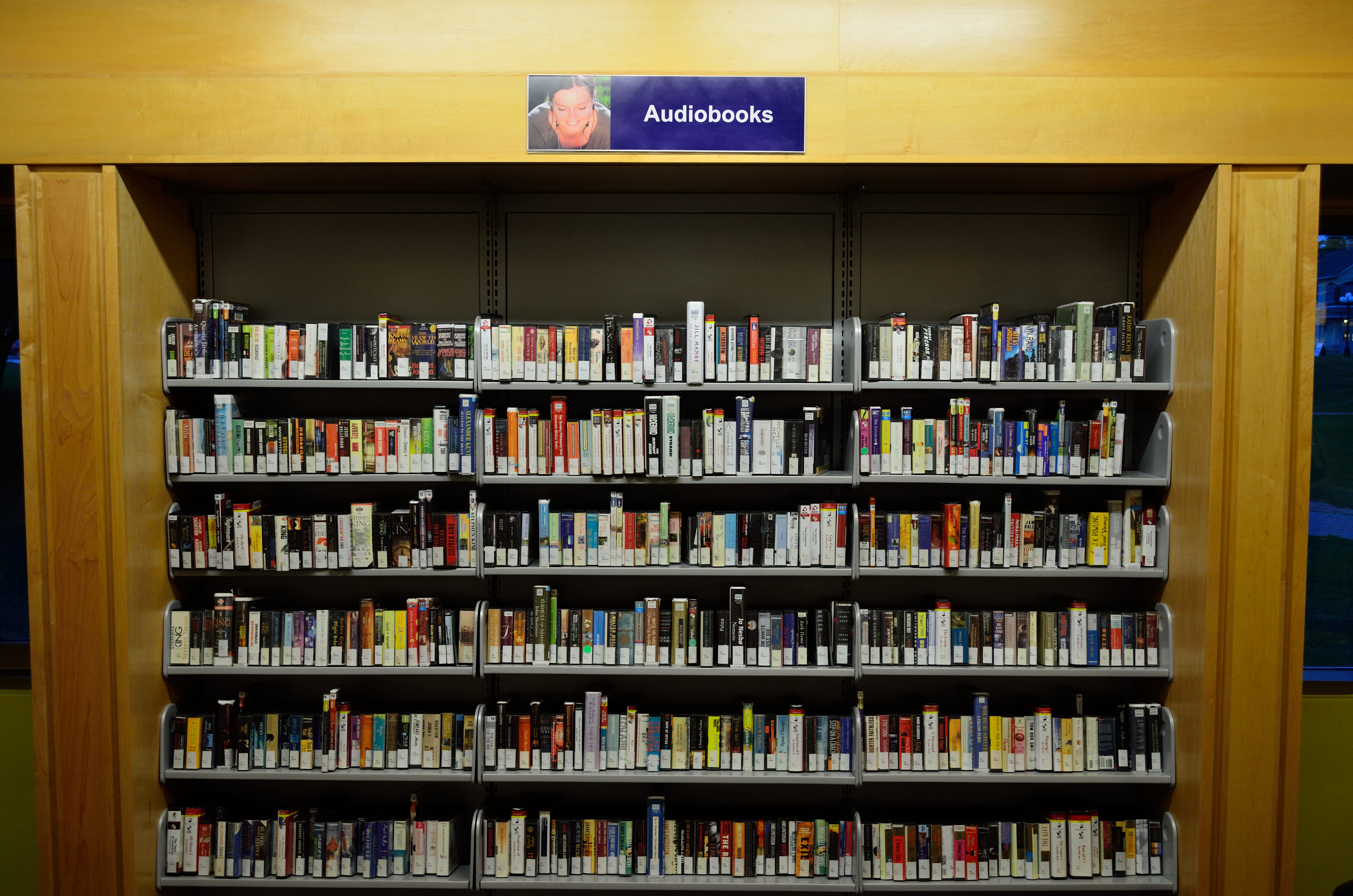
Rayon de livres audio d'une bibliothèque publique.

Simple d’utilisation, le livre audio séduit différentes catégories d’âge et socioprofessionnelles, pour des raisons souvent différentes, voire opposées : unique moyen pour certaines catégories de personnes handicapées (déficients visuels par exemple), confort de lecture pour les plus âgés, mobilité et nouveau rapport à la lecture pour les plus jeunes, gain de temps pour les actifs (utilisation dans les transports et durant les tâches ménagères), plaisir de l’écoute et convivialité...
Dans de nombreux pays (États-Unis, Royaume-Uni, Australie), le livre audio s’est développé rapidement ces dernières années[évasif], et a déjà conquis un large public. En 2018, le marché mondial du livre audio s'estime à peu près à 3,5 milliards de dollars américains.

## Historique

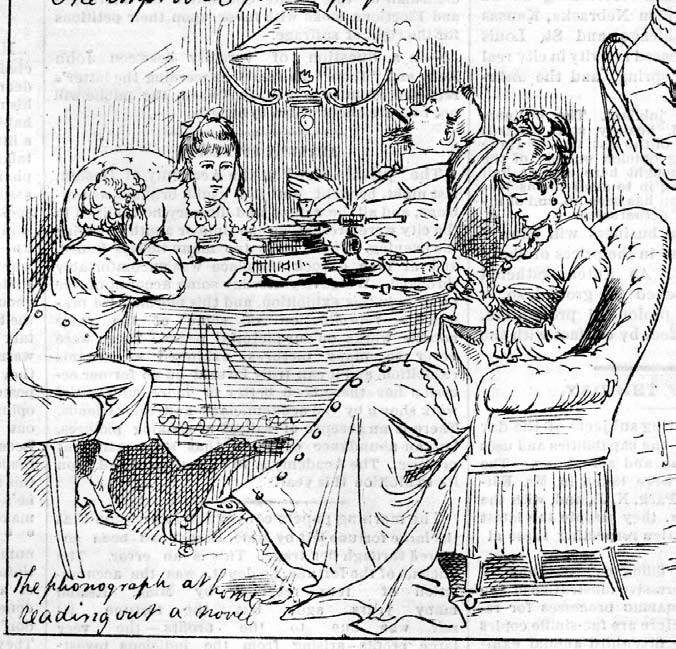
Dessin d'un phonographe au foyer lisant un roman.

De par la place qu’a pris l’imprimé en France, on peut facilement oublier qu’à l’origine la lecture se faisait à voix haute, et ce dès l’Antiquité. Il faut attendre l’industrialisation de la production du livre, et surtout l’essor de l’alphabétisation de la population pour que le livre imprimé prenne la place qu’on lui connaît aujourd’hui. Mais la tradition orale a survécu, notamment grâce aux enfants.
L'écoute d'une lecture de livre est une pratique très courante au XIXe siècle qui voit les écrivains, les feuilletonistes donner lecture de leurs œuvres.
Les premiers enregistrements de musique et de langue parlée sont rendus possibles grâce à l'invention du phonographe en 1877 par Thomas Edison qui imagine comme application à son invention des « livres phonographiques » destinés aux personnes aveugles.
Le livre audio est d'abord créé au XXe siècle pour la jeunesse (histoires pour les enfants, méthodes de langues pour le parascolaire) et pour un public de malvoyants. En outre, au cours du XXe siècle, bon nombre de pièces et de textes sont lus et enregistrés à la radio (Antonin Artaud, Pour en finir avec le jugement de Dieu, ou les récits de Hitchcock).
En 1935, le premier livre audio, Typhon, est enregistré. La nouvelle de Joseph Conrad publiée en 1902 est enregistrée intégralement sur quatre disques vinyles par la Royal National Institute of Blind People (RNIB) à Londres. Les enregistrements de la RNIB étaient destiné à des anciens combattants de la Première Guerre mondiale devenus aveugles.
Le développement des livres audio se réalise jusque dans les années 1960 qui marquent un certain déclin probablement à cause du format cassette, à l'exception des livres audio de poésie, d'enregistrements historiques ou pour la jeunesse. Dans les années 1980, le livre audio se développe à nouveau avec la pratique du divertissement en situation de mobilité.
L’Américain Duvall Hecht a été l’un des premiers à offrir une large sélection d’œuvres de fiction en format audio en fondant en 1975 la compagnie Books on Tape (BOT). Il s’agissait de la première compagnie à créer exclusivement des enregistrements intégraux de livres sur cassette. Elle visait à offrir une alternative à ceux qui souhaitaient écouter en voiture autre chose que de la musique, des bulletins de nouvelles et des messages publicitaires. Le principe était d’offrir une nouvelle possibilité à ceux qui voulaient lire plus de livres, mais qui manquaient de temps pour le faire.
Depuis le début des années 2000, l’accès aux livres audio s’est transformé avec l’offre numérique grandissante. Tout comme le livre numérique, le format audionumérique du livre permet à l’usager d’une bibliothèque d’accéder à un document sans avoir à se déplacer et offre ainsi plusieurs avantages.
Pendant des décennies, les livres audio étaient produits exclusivement par enregistrement de la voix humaine. Les progrès de la synthèse vocale permettent désormais de produire des livres en recourant à cette technique. La synthèse vocale ne peut certes pas égaler la voix humaine pour exprimer des émotions ou des tonalités particulières, mais le recours à la synthèse vocale permet d’obtenir un livre audio beaucoup plus rapidement.

### Idée initiale
On retrouve l'idée théorique du livre audio dès 1650 dans le roman satirique de Cyrano de Bergerac Histoire comique des États et Empires de la Lune :

« À l’ouverture de la boîte, je trouvai dedans un je ne sais quoi de métal quasi tout semblable à nos horloges, plein d’un nombre infini de petits ressorts et de machines imperceptibles. C’est un livre à la vérité, mais c’est un livre miraculeux qui n’a ni feuillets ni caractères ; enfin c’est un livre où, pour apprendre, les yeux sont inutiles ; on n’a besoin que d’oreilles. Quand quelqu’un donc souhaite lire, il bande, avec une grande quantité de toutes sortes de clefs, cette machine, puis il tourne l’aiguille sur le chapitre qu’il désire écouter, et au même temps il sort de cette noix comme de la bouche d’un homme, ou d’un instrument de musique, tous les sons distincts et différents qui servent, entre les grands lunaires, à l’expression du langage. »

« Lorsque j’eus réfléchi sur cette miraculeuse invention de faire des livres, je ne m’étonnai plus de voir que les jeunes hommes de ce pays-là possédaient davantage de connaissance à seize et à dix-huit ans que les barbes grises du nôtre ; car, sachant lire aussitôt que parler, ils ne sont jamais sans lecture ; dans la chambre, à la promenade, en ville, en voyage, à pied, à cheval, ils peuvent avoir dans la poche, ou pendus à l’arçon de leurs selles, une trentaine de ces livres dont ils n’ont qu’à bander un ressort pour en ouïr un chapitre seulement, ou bien plusieurs, s’ils sont en humeur d’écouter tout un livre : ainsi vous avez éternellement autour de vous tous les grands hommes et morts et vivants qui vous entretiennent de vive voix. »

— Chapitre 7.

## Synonymes
De tous les synonymes recouvrant cette notion, le terme livre audio semble de loin le plus usité. En orthographe traditionnelle, on écrit des livres audio, et non des livres audios, car l’adjectif audio est invariable. En orthographe rectifiée par contre, on écrit des livres audios.
- audio-livre, audiolivre
- audiobook (anglicisme)
- livre-cassette (vieilli)
- livre-CD
- livre parlant ou parlé
- livre sonore
- livre lu
- livre-à-écouter
- livre enregistré

## Économie

### Évolution du marché

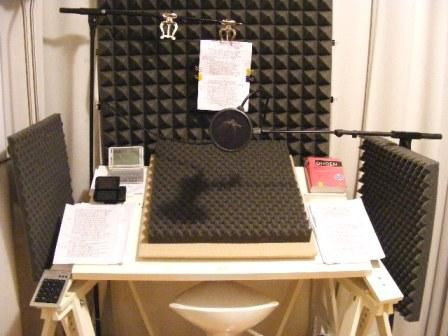
Exemple d'un studio audio des lectures professionnelles.

Pendant longtemps, le support privilégié du livre audio a été la cassette audio, mais des livres audio circulaient déjà sur disque vinyle. Depuis plusieurs années maintenant, on trouve les livres audio sur disque compact (CD) ou sous la forme de fichiers numériques en téléchargement (principalement aux formats MP3, Numilog.com, Sixtrid, Audible, Ogg Vorbis, ou encore .m4b -AAC avec chapitres-), qui ont permis une diminution sensible des prix de vente et une modification des usages.
Dans l’Union européenne, depuis juin 2009, les livres audio sur support physique (CD par exemple) bénéficient du taux réduit de TVA (5,5 % en France en 2011). En revanche, le téléchargement de livres par fichiers numériques demeure soumis au taux normal de la taxe, conformément au droit communautaire.
Très répandu aux États-Unis, en Grande-Bretagne, en Italie, en Allemagne, en Pologne ou encore en Europe du Nord (plus de 10 % du marché du livre), le livre audio progresse véritablement depuis peu dans les pays francophones. Il représentait en 2009 0,7 % du marché du livre en France, en progression de 35 % en 2008. Au Canada, en 2015, il accaparait 2 % du marché, mais a grimpé à 5% des ventes de livres au pays juste en 2020. Au Canada, les ventes de livres audio ont augmenté de 34% entre 2018 et 2020. En janvier 2020, l’Association of Canadian Publishers estimait à 187,000 le nombre d’audio livres produits par des éditeurs du pays.
Le « retard français » en la matière est assez difficile à analyser : appréhension technologique, manque d’équipement, frilosité envers la « lecture sonore », image jugée élitiste au début (beaucoup de « classiques » libres de droit édités à l’origine), mauvaise intégration des qualités du livre audio, manque de titres contemporains ou prix de vente parfois élevé sont quelques explications parfois avancées.
La disponibilité de titres de qualité, accessibles en matière de prix, en vente simultanée (ou presque) à la sortie du livre « imprimé » grand format, ainsi que la multiplication des titres offerts pourraient contribuer à l’essor du livre audio dans les années à venir. D'ailleurs, en 2018, c'est maintenant 5 % des parts du marché français qui sont détenues par le livre audio.
Parallèlement aux circuits commerciaux classiques, existe la distribution de livres audio à des fins non lucratives, notamment par les associations et organismes agissant au service de personnes handicapées.
Le développement de boutiques de livres audio numériques permet d'avoir à la fois une plus grande accessibilité du livre audio, une plus grande visibilité (souvent ces boutiques vendent déjà des livres numériques) et une offre commerciale plus compatible avec les attentes du public. Si Audible est un acteur historique du marché du livre audio, l'ouverture des boutiques Google Play et Kobo/Fnac en 2018 dynamise le secteur, notamment avec une offre d'abonnement similaire à celle d'Audible qui rend l'utilisation de livres audio moins onéreuse.
Ce développement des boutiques numériques profite au marché des livres audio. En 2018, le livre audio était le format qui connaissait la plus forte croissance dans l’édition. La valeur de ce marché était évaluée à 2,5 milliards de dollars américains en 2017, une hausse de 22,7 % par rapport à 2015. En 2020, le marché mondial du livre audio est estimé à environ 3,5 milliards de dollars américains.
Au Québec, la pandémie de COVID-19 a été un point tournant dans le marché du livre audio. Dans la province, les prêts de livres audio ont augmenté de 498% entre le printemps 2019 et le printemps 2020. En janvier 2021, plus de 100 000 exemplaires étaient prêtés en bibliothèque par mois. Il s’agit d’un bond de géant en seulement un an, qui peut s’expliquer en partie par le confinement mis en vigueur dans la province et la fermeture partielle des bibliothèques.
Par ailleurs, cette tendance s’observe également en France où près de 70 % des auditeurs de livres audio ont commencé depuis le début de la crise sanitaire.

### Meilleures ventes
Jusqu'à récemment, les succès du livre audio ne correspondaient pas forcément aux meilleures ventes en grand format (en témoigne le succès de la Contre-histoire de la philosophie de Michel Onfray). Le marché du livre audio garde ses spécificités (forte importance des documents et de la philosophie), mais l'arrivée des grands éditeurs a rapproché le livre audio du marché du livre classique (succès de la trilogie Millénium ou de la saga Twilight).
Le succès des titres dépend également du circuit de distribution : les titres de « suspense » ou les livres audio érotiques (succès de la trilogie Cinquante Nuances de Grey) ont tendance à mieux fonctionner en téléchargement, alors que les titres de littérature se vendent mieux en librairie.

### Éditeurs/diffuseurs
Le marché français s’appuie sur différents acteurs historiques issus du marché du disque (Frémeaux & Associés), des spécialistes dans les productions pour personnes déficientes visuelles (Lire dans le Noir et Éditions VDB pour sa branche de livres en gros caractères), des éditeurs audio précurseurs (les éditions des femmes avec sa collection pionnière « La Bibliothèque des voix », Thélème, Le Livre Qui Parle, Livraphone) et plus récemment les grands noms de l’édition française — Gallimard, Audiolib (coentreprise d’Hachette Livre, Albin Michel et Bertelsmann) et en 2008 Flammarion — ainsi que de nouveaux acteurs. En 2018, deuxième groupe d'édition en France, Editis, se lance aussi dans la production et la publication de livres audio de manière importante en créant une filiale, Lizzie, spécifiquement pour créer des livres audio, avec des ambitions affichées de publier autant de livres audio qu'Audiolib.
En 2015, le Syndicat national de l’édition crée une commission spécialisée dans le livre audio, avec la participation de dirigeants de maisons d'édition spécialisées dans le livre audio comme Audiolib et Gallimard/Écoutez Lire. La commission organise des stands spécifiques pendant le salon Livre Paris, publie des enquêtes sur les usages et le marché et essaie de développer le dialogue avec les différents intervenants et les pouvoirs publics (questions fiscales par exemple). La commission a notamment publié une étude qui fait office de baromètre en juin 2017 sur les usages du livre audio après enquête statistique.
Au Québec, l’organisme Vues et Voix produit la grande majorité des livres audio au Québec. Producteur d’œuvres québécoises, Vues et Voix a également des vues pour rejoindre un marché international et promouvoir la culture hors des frontières de la province. Connu sous ce nom depuis 2011, il s’appelait à l’origine La Magnétothèque. Créé en 1976, ce service d’enregistrement audio répondait initialement aux besoins d’une soixantaine d’étudiants avec un handicap visuel. Il s’est grandement développé depuis.

### Associations et manifestations

#### Associations agissant au service de personnes handicapées
Certaines associations agissant au service de personnes handicapées bénéficient, en France, de l’exception au droit d'auteur prévue par la loi DADVSI. Pour ces structures, il existe deux niveaux d’agrément: d’une part l’agrément simple qui donne le droit d’adapter les œuvres et de les communiquer aux personnes handicapées, d’autre part l’habilitation à demander l'accès aux fichiers numériques des éditeurs déposés auprès de la Bibliothèque nationale de France (BNF) investie de cette mission par le décret du 6 février 2009.
L’AVH (Association Valentin Haüy) produit des livres audio au format DAISY ; elle bénéficie de l’agrément simple et de l’habilitation à demander l'accès aux fichiers numériques des éditeurs déposés auprès de la BNF. Elle prête gratuitement ces livres audio aux publics empêchés d’accéder aux livres imprimés, soit sur CD, soit en téléchargement dans le cadre du service Éole. Pour sensibiliser le grand public à l’intérêt des livres audio pour les personnes déficientes visuelles, depuis 2010, l’Association Valentin Haüy organise une manifestation en ligne : le livre AudioSolidaire. Il s’agit d’inviter les internautes à enregistrer en ligne un passage d’un livre. Pour le livre AudioSolidaire 2012 (La Délicatesse de David Foenkinos), il y a eu plus de mille personnes qui ont donné leur voix. Pour l’édition 2013, c’est Au bonheur des ogres de Daniel Pennac qui est enregistré par les internautes.
L'Association des donneurs de voix bénéficie de l’agrément simple et produit des livres audio au format MP3 pour les personnes empêchées de lire (handicap visuel et moteur) sur inscription et certificat médical justifiant du handicap.
L'UNADEV (Union nationale des aveugles et déficients visuels), qui bénéficie également de l’agrément simple, propose avec lecture sonore un service gratuit de téléchargement de livres audio au format MP3.
Au Canada, l'article 32 de la Loi sur le droit d'auteur, permet aux organismes proposant des livres audio pour les personnes atteintes d'un handicap visuel de ne pas payer de droit d'auteur.

#### Autres associations

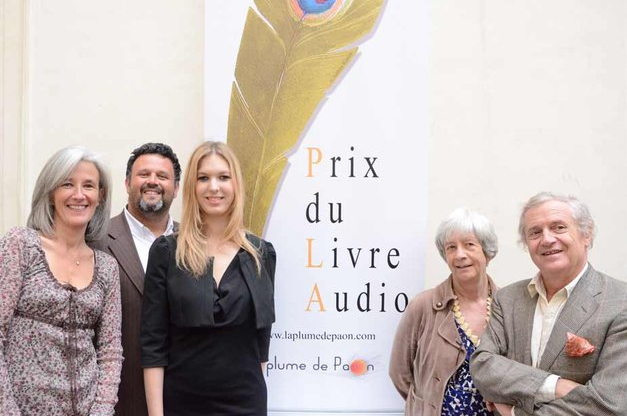
Tatiana de Rosnay, Michel Nougué, Melissa Mourer Ordener, Katharina von Bulow et Pascal Kané assistent au Grand Prix du Livre Audio 2011.

L'association La Plume de paon organise chaque année, depuis 2010, le Grand prix du livre audio dont les membres du jury sont notamment Pascal Kané, Antoine Spire, Michel Nougué, Melissa Mourer Ordener, Katharina von Bulow, Audrey Kumar,,… Cette association organise aussi des journées professionnelles, des événements de découverte du livre audio, soit seule, soit avec la participation de la SGDL.
D'autres associations se créent, afin de permettre l'accès aux ouvrages pour des personnes non voyantes ou malvoyantes.

## Littératie
Le livre audio est un outil pour favoriser la littératie, car il permet de développer le vocabulaire et améliore la compréhension d’une œuvre. De plus, la qualité de production des livres audio à l’heure actuelle est telle que ce format est une avenue pour rejoindre les personnes qui ont des difficultés de lecture.
Pour un élève, l’accès à la littérature peut ainsi être facilité grâce au livre audio, car il permet de profiter d’une œuvre littéraire sans l’obstacle que peut représenter la lecture. L’écoute de la lecture d’un livre tout en suivant le texte des yeux peut augmenter la motivation et la confiance d’un élève. Quand le texte est présenté de façon sonore, la capacité de compréhension du lecteur est en grande partie la même que par le format écrit.
Le livre audio offre aussi la possibilité d'écouter une œuvre littéraire de façon communautaire, que ce soit dans une salle de classe ou encore dans un milieu familial.

## Types

### Livre audio libre et gratuit
En parallèle à la distribution commerciale classique, sont apparus un certain nombre d’efforts pour enregistrer et diffuser des livres audio gratuits. Il s’agit soit de textes classiques tombés dans le domaine public, soit d’œuvres contemporaines diffusées sous licence Creative Commons. Le fichier audio lui-même est enregistré par des lecteurs bénévoles, et normalement diffusé sous une licence de type copyleft.

### Livres audio au format DAISY

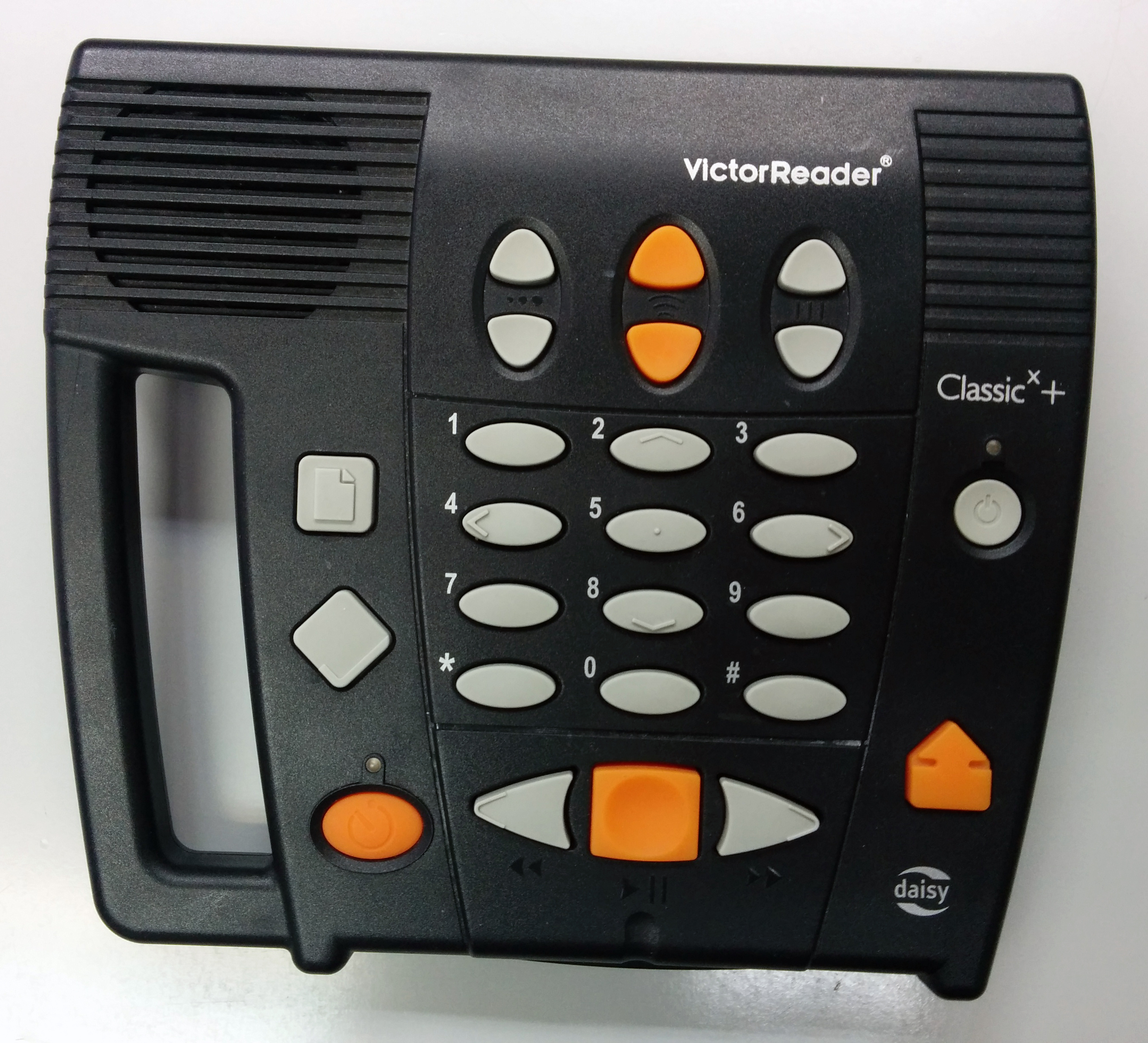
VictorReader, permettant de lire des livres audio en format DAISY

Le consortium DAISY (Digital Accessible Information SYstem) créé par un groupe de bibliothèques sonores offrant des services aux personnes déficientes visuelles a mis au point une nouvelle norme de livres audio. Par rapport à un livre audio classique, les livres audio DAISY présentent les avantages suivants :
- navigation structurée dans le livre (par partie, par chapitre, par section, par phrase, etc.),
- possibilité de faire varier la vitesse de lecture sans distorsion de la voix,
- pose de signets permettant de revenir à un endroit déterminé,
- mémorisation de la dernière position de lecture,
- informations sur le temps écoulé, le temps restant, le titre de l’ouvrage et celui du chapitre courant, etc.

En France, les livres audio DAISY ne font pas l’objet d’une diffusion commerciale ; ils sont prêtés gratuitement par les médiathèques qui offrent des services aux personnes déficientes visuelles.
Bibliothèque et Archives nationales du Québec (BANQ) offre aussi une collection audionumérique composée de documents enregistrés en format DAISY. Ils sont disponibles sur CD et en ligne.

### Livres audio avec mise en scène sonore
Comme le souligne Justine Souque pour Theoria, la dramatisation serait inhérente au marché anglo-saxon, alors que le marché français présenterait des publications où seule la voix résonne, avec quelques discrètes interventions sonores entre chaque plage de lecture. Cependant, contrairement à cette tendance française, l'éditeur Road book propose des œuvres classiques bruitées et mises en musique et le producteur Novelcast propose des fictions audio originales ainsi qu'une série audio de 10 heures, découpée en 24 épisodes de 25 minutes.
Depuis peu, quelques nouveaux éditeurs proposent des livres audio plus proches de la fiction audio. Ils se démarquent néanmoins des dramatiques radiophoniques par une réalisation utilisant les codes de narration de l'audiovisuel : bruitages, ambiances sonores, nombreux acteurs, musiques. Mais ils utilisent aussi les principes de voix off, du flashback, des pensées intérieures, qui permettent à certains publics une immersion plus rapide.
Certains utilisent aussi des moyens techniques tels que la prise de son binaurale (effectuée avec un micro reproduisant la forme d'une tête humaine, et captant exactement ce que l'oreille entend).
Ces réalisations, même si elles s'éloignent du livre audio habituel, sont tirées de livres ou d'ebook existants. Elles sont assez rares, car les coûts de production sont bien plus élevés, en raison du nombre de comédiens, du temps d'enregistrement plus long, et du temps de montage son et de mixage. Par exemple, la production de la série audio Le Signe de l'Ogre, de Novelcast, a nécessité 15 comédiens sur 5 semaines d'enregistrement. Puis 8 semaines de montage son, et enfin 4 semaines de mixage.
Selon un article du New York Times la série audio serait le média d'avenir pour le distributeur Audible, qui en a produit une trentaine depuis peu.